# Mama Oh
Mama Oh è un singolo della cantante italiana Mara Sattei, accreditata come Sara Mattei, pubblicato il 29 luglio 2017.

## Descrizione
Il brano, scritto dalla stessa cantante, è composto e prodotto da Davide Mattei, in arte Thasup.

## Video musicale
Il video musicale, diretto da Thomas Fasciana, è stato pubblicato in concomitanza all'uscita del brano attraverso il canale YouTube della cantante.

## Tracce
Testi di Sara Mattei, musiche di Davide Mattei.
1. Mama Oh – 2:17